# Spermophilus taurensis
Spermophilus taurensis is een grondeekhoorn uit het geslacht der echte grondeekhoorns (Spermophilus).

## Kenmerken
De bovenkant van het lichaam is roodbruin, behalve bij drie grijze exemplaren; deze kleur loopt over in de lichtgele tot witte buikvacht. De dikke staart is bedekt met lange haren. De totale lengte bedraagt gemiddeld 263 mm, de staartlengte 60 mm, de achtervoetlengte 44 mm, de oorlengte 7 mm en het gewicht 265 g. Het karyotype bedraagt 2n=40, FN=75-76, FNa=72.

## Verspreiding
Deze soort komt voor in Turkije. De soort is alleen bekend van open gebieden op meer dan 1500 meter hoogte in de bergen van de Taurus in het zuiden van Turkije. De soortnaam is ook afgeleid van dit gebergte. S. taurensis werd in 2007 als een aparte soort beschreven door İ. Gündüz en anderen, na eerder tot S. xanthoprymnus en de siesel (S. citellus) te zijn gerekend. In hetzelfde jaar, maar iets later, kreeg dezelfde populatie ook de naam Spermophilus torosensis van Ş.Ö. Özkurt en anderen, naar de Turkse naam voor de Taurus, Toros.